# Плейнвілл (Індіана)
Плейнвілл (англ. Plainville) — місто (англ. town) в США, в окрузі Дейвісс штату Індіана. Населення — 499 осіб (2020).

## Географія
Плейнвілл розташований за координатами 38°48′17″ пн. ш. 87°9′6″ зх. д. / 38.80472° пн. ш. 87.15167° зх. д. (38.804832, -87.151640).  За даними Бюро перепису населення США в 2010 році місто мало площу 0,91 км², уся площа — суходіл.

## Демографія
Згідно з переписом 2010 року, у місті мешкало 476 осіб у 194 домогосподарствах у складі 132 родин. Густота населення становила 524 особи/км².  Було 219 помешкань (241/км²).
Расовий склад населення:
| - 97,7 % — білих - 1,1 % — азіатів - 0,4 % — чорних або афроамериканців |

До двох чи більше рас належало 0,8 %. Частка іспаномовних становила 0,4 % від усіх жителів.
За віковим діапазоном населення розподілялося таким чином: 27,3 % — особи молодші 18 років, 54,6 % — особи у віці 18—64 років, 18,1 % — особи у віці 65 років та старші. Медіана віку мешканця становила 39,4 року. На 100 осіб жіночої статі у місті припадало 100,8 чоловіків;  на 100 жінок у віці від 18 років та старших — 95,5 чоловіків також старших 18 років.
Середній дохід на одне домашнє господарство  становив 46 455 доларів США (медіана — 39 226), а середній дохід на одну сім'ю — 55 310 доларів (медіана — 46 563). За межею бідності перебувало 13,9 % осіб, у тому числі 15,0 % дітей у віці до 18 років та 13,2 % осіб у віці 65 років та старших.
Цивільне працевлаштоване населення становило 291 осіб. Основні галузі зайнятості: виробництво — 17,9 %, роздрібна торгівля — 17,5 %, освіта, охорона здоров'я та соціальна допомога — 16,8 %.